# 彭小瑜
彭小瑜，北京大学历史系教授，主要从事教会史和教会法等方面的研究工作。入选中华人民共和国教育部第八批"长江学者"特聘教授，曾就读于北京大学历史系、美国天主教大学。